# Jean de Montreuil
«  Jean de Monstereul » redirige ici. Ne pas confondre avec Jean de Montereul.
Jean Charlin, dit Jean de Montreuil ou de Monstereul (ou parfois Jean Johannis), est un homme d'État, humaniste et écrivain politique français, né en 1354 à Monthureux-le-Sec (Lorraine), mort assassiné à Paris le 29 mai 1418 lors de la prise de la ville par les Bourguignons. Il fut une personnalité de l'humanisme parisien du temps du roi Charles VI.

## Biographie
Ce personnage a été redécouvert grâce à la thèse latine d'Antoine Thomas De Joannis de Monsteriolo vita et operibus (1883).
Il suivit ses études au collège de Navarre de l'Université de Paris, où il fit la connaissance de Pierre d'Ailly et de Nicolas de Clamanges. Entré dans les ordres, il fut à partir de 1375 secrétaire de l'évêque de Beauvais, Milon de Dormans, qui devint chancelier de France en 1380, et en 1384 il l'accompagna en Italie dans la suite d'Enguerrand VII de Coucy, parti au secours du prince Louis Ier d'Anjou, en difficulté dans son combat pour s'imposer comme « roi de Sicile ». L'expédition fut d'abord reçue à Milan à la cour de Barnabé Visconti, puis se rendit en Toscane où des négociations se menèrent pendant plusieurs semaines avec le gouvernement de Florence à propos de la cité d'Arezzo, prise par le sire de Coucy. C'est alors que Jean de Montreuil fit la connaissance du chancelier de Florence Coluccio Salutati et du milieu des humanistes de Toscane, et découvrit les œuvres de Pétrarque et de Boccace. 
Il était devenu secrétaire du roi Charles VI en 1390 et le resta jusqu'à sa mort, pendant près de trente ans. Il obtint vers 1394 un bénéfice ecclésiastique important : celui de « prévôt du chapitre de Saint-Pierre de Lille », et il devint aussi chanoine de Beauvais et de Rouen, ce qui lui assurait des revenus importants. Il participa au cours de cette longue carrière au service du roi à plusieurs ambassades (en Angleterre et en Écosse, en Allemagne, en Italie en 1394/95, puis auprès du nouveau pape Jean XXIII en 1412, à Avignon en 1404, auprès du duc de Bourgogne Jean sans Peur en 1413). 
En 1394, Nicolas de Clamanges ayant écrit deux lettres au pape d'Avignon Clément VII au nom de l'Université de Paris, le cardinal de Pietramala lui répondit en le complimentant sur son talent littéraire, ajoutant que celui-ci était une exception au jugement globalement juste de Pétrarque dans la lettre de 1368 où il adjurait le pape Urbain V de revenir à Rome (« Extra Italiam nec poetæ nec oratores quærantur »). Nicolas de Clamanges par deux épîtres, et Jean de Montreuil par une autre, répondirent en défendant la valeur et l'originalité de la culture française en face de l'Italie. Cet échange marqua le point de départ d'une tradition chez les humanistes français : admiration pour l'humanisme italien, mais affirmation du patriotisme français et de traditions propres à la France.
À partir des années 1390, il constitua avec Gontier Col et son frère Pierre, Nicolas de Clamanges, Laurent de Premierfait, un petit groupe de lettrés qui représenta le « premier humanisme français ». Il avait fait inscrire dans le vestibule de son hôtel dix lois de Lycurgue citées par l'historien latin Justin, et il eut une querelle à ce propos avec Laurent de Premierfait, qui opposait les « steriles nugas et inania verba Lycurgi » aux Saintes Écritures. Lui, Gontier Col et Nicolas de Clamanges se lièrent à un Milanais du nom d'Ambrogio dei Migli (Ambrosius de Miliis), arrivé à Paris dans un pauvre équipage vers 1390, et à qui, conquis par son goût pour les auteurs classiques (« Per omnia habui germanum »), il fit obtenir le poste de secrétaire du duc d'Orléans ; mais leurs disputes sur Cicéron et sur les mérites comparés de Virgile et d'Ovide tournèrent à l'aigre, et ils se brouillèrent, provoquant des échanges de courrier dans tout le groupe ; plus tard, il se moqua de la conversion chrétienne d'Ambrogio, lui qu'il avait connu épicurien et sceptique en matière religieuse. Lui et Gontier Col firent aussi partie de la société galante autour de la reine Isabeau de Bavière, et de la fameuse « Cour amoureuse », avec les « puys d'amour » où chacun devait venir en ayant composé une ballade, et où on se livrait à des « procès d'amour ». 
Parmi les querelles littéraires auxquelles il prit part, la plus connue est le « débat sur le Roman de la Rose », qui eut lieu à Paris en 1401 et 1402. Le corpus des textes en rapport avec cette querelle nous a été transmis, sous forme de « dossier », par huit manuscrits de la première moitié du XVe siècle. Ce débat commença par un petit traité (perdu) faisant l'éloge du Roman de la Rose que Jean de Montreuil fit circuler dans le milieu littéraire parisien. Christine de Pizan répondit pendant l'été 1401 par une longue lettre ouverte, sorte de petit traité également, où elle dénonce le Roman de la Rose comme un ouvrage immoral, misogyne et obscène. Il y eut ensuite constitution de deux camps (que le médiéviste Éric Hicks a appelés plaisamment les « rhodophiles » et les « rhodophobes »), avec échange de plusieurs « lettres ouvertes » pendant plusieurs mois. Du côté des « rhodophobes » : Christine de Pizan et le chancelier Jean de Gerson ; du côté des « rhodophiles » : Jean de Montreuil, Gontier Col et son frère Pierre Col, chanoine de la cathédrale.

## Œuvre
Son œuvre est notamment constituée d'un recueil de quelque 220 lettres privées, toutes anépigraphes, écrites en latin, jamais diffusées de son vivant, et de deux traités de propagande politique rédigés dans le contexte de la guerre de cent ans : l'un écrit d'abord en latin et adressé au Dauphin Louis de Guyenne (Regali ex progenie) avant d'être traduit en français, très développé, et adressé à la noblesse de France (À toute la chevalerie ; date : entre 1406 et 1412) ; l'autre s'élevant contre les prétentions du roi d'Angleterre à la couronne de France (Traité contre les Anglais ; date : commencé en 1413, achevé en septembre 1416). Le premier traité célèbre les capacités militaires françaises et incite à reprendre la lutte contre les Anglais, avec des passages très belliqueux ; le second est plutôt un argumentaire diplomatico-juridique contre les prétentions anglaises. Dans les deux s'exprime un patriotisme exalté teinté de chauvinisme. À relever aussi un violent pamphlet contre l'empereur Sigismond, qui résida à Paris pendant cinq semaines en mars et début avril 1416, puis s'allia au roi Henri V d'Angleterre (traité de Cantorbéry le 15 août suivant), et des textes historiographiques en latin (Perbrevis epilogus gestorum Karoli Magni, De gestis et factis memorabilibus Francorum).
Sa correspondance révèle son amour intelligent et éclairé pour les auteurs latins classiques (Cicéron, Virgile, Ovide, Térence...), qu'il a lus et étudiés avec passion et dont il recherche les meilleurs manuscrits. Ce culte de l'Antiquité classique, s'inspirant de l'influence italienne, fait de lui un précurseur de la Renaissance.   

## Édition
- Jean de Montreuil, Opera. Vol. I : Epistolario, edizione critica a cura di Ezio Ornato, Turin, G. Giappichelli, 1963. Vol. II : L'œuvre historique et polémique, édition critique par Nicole Grévy-Pons, Ezio Ornato et Gilbert Ouy, Turin, G. Giapichelli, 1975. Vol. III : Textes divers, appendices et tables, édition critique par les mêmes, Paris, Éditions Cemi, 1981. Vol. IV : Monsteroliana, par les mêmes, Paris, Édition Cemi, 1986.